# رود بل (کبک)
رود بل رودی است که از ۴۸°۱۳′۵۹″ شمالی ۷۷°۱۹′۱۵″ غربی / ۴۸٫۲۳۳۰۶°شمالی ۷۷٫۳۲۰۸۳°غربی سرچشمه می‌گیرد و به Lake Matagami می‌ریزد. این رود از کشور کانادا می‌گذرد. طول آن ۲۴۰ کیلومتر (۱۵۰ مایل) است.